# Mahonia muelleri
Mahonia muelleri là một loài thực vật có hoa trong họ Hoàng mộc. Loài này được I.M. Johnst. mô tả khoa học đầu tiên năm 1950.